# Peggy Ryan
Peggy Ryan, właśc. Margaret O'Rene Ryan (ur. 28 sierpnia 1924, zm. 30 października 2004) – amerykańska aktorka.
Była jedną z popularniejszych aktorek musicalowych, wystąpiła w około 30 filmach. Najbardziej znane role stworzyła w serii filmów musicalowych wytwórni Universal Studios w duecie z Donaldem O’Connorem (Mister Big, 1943; Chip Off the Old Block, 1944; The Merry Monahans, 1944; Bowery to Broadway, 1944). Od 1968 występowała w popularnym serialu Havaii Five-O. W ostatnich latach życia pracowała jako nauczycielka stepowania w Las Vegas.